# Maud Durbin

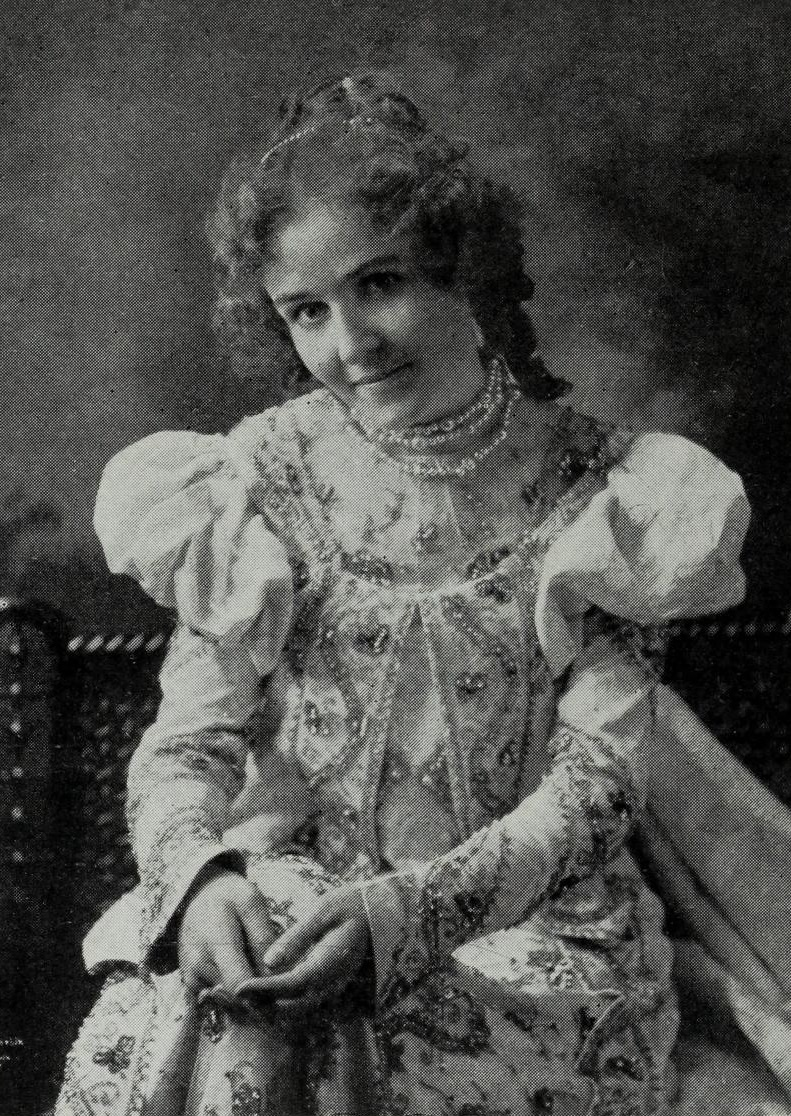
Foto de 1898 de Maud Durbin, actriz y escritora estadounidense.

Maud Durbin (9 de noviembre de 1871-25 de diciembre de 1936) fue una actriz estadounidense. Era esposa del actor Otis Skinner y madre de la actriz y escritora Cornelia Otis Skinner.
Durbin nació en Moberly, Misuri, el 9 de noviembre de 1871. Protegida de Helena Modjeska, estaba de gira en la Booth-Modjeska Dramatic Company cuando conoció al actor Otis Skinner, que pasó a formar su propia compañía dramática, que incluía a Durbin, y se casaron en 1895. Maud Durbin también era escritora, y fue autora de Pietro, así como de los relatos publicados The Ne'er to Return Road y Tom's Little Star.
Durbin murió en la ciudad de Nueva York el 25 de diciembre de 1936. Fue enterrada en el River Street Cemetery de Woodstock, Vermont, donde ella y su esposo tenían una casa de verano.